# John Stainer
Sir John Stainer (ur. 6 czerwca 1840 w Londynie, zm. 31 marca 1901 w Weronie) – brytyjski kompozytor, organista i muzykolog.

## Życiorys
Uczył się muzyki u ojca, Williama Stainera, nauczyciela w szkole parafialnej w Southwark. W wieku 5 lat w wyniku wypadku stracił wzrok w lewym oku. W latach 1849–1854 był chórzystą w katedrze św. Pawła w Londynie. Od 1854 do 1856 był natomiast organistą w kościele St Benet’s, Paul’s Wharf. Od 1857 roku uczył się i był organistą w St Michael’s College w Tenbury Wells. Od 1859 do 1866 roku studiował w Christ Church w Oksfordzie u Charlesa Steggalla (teoria) i George’a Coopera (organy), od 1861 roku był też uniwersyteckim organistą. W 1866 roku założył Oxford Philharmonic Society.
W latach 1872–1888 był organistą londyńskiej katedry św. Pawła. Od 1876 roku był profesorem harmonii i gry na organach w National Training School of Music, od 1881 roku jej dyrektorem, zaś po przekształceniu uczelni w 1883 roku w Royal College of Music pozostał jej wykładowcą. W 1888 roku otrzymał tytuł szlachecki. Z powodu postępującej utraty wzroku zaprzestał pracy jako organista. Od 1889 roku wykładał na Uniwersytecie Oksfordzkim.

## Twórczość
Tworzył głównie muzykę religijną, większość jego services i anthemów była przeznaczona na potrzeby katedry św. Pawła w Londynie. Należy do pionierów angielskiej muzykologii, wydana już po śmierci kompozytora Early Bodleian Music jest pierwszą angielską publikacją naukową poświęconą muzyce dawnej. Wysoko oceniane jest też jego wydanie kolęd. Był autorem prac A Theory of Harmony (1871), A Dictionary of Musical Terms (wspólnie z W. Barrettem, 1876), The Organ (1877), Music of the Bible, with an Account of the Development of Modern Musical Instruments from Ancient Types (1879, 2. wydanie z suplementem F. Galpina 1914), Music in Relation to the Intellect and Emotions (1892), Dufay and His Contemporaries (1898).

## Ważniejsze kompozycje
(na podstawie materiałów źródłowych)

### Oratoria
- Gideon (wyst. Oksford 1865)
- The Crucifixion (wyst. Londyn 1887)

### Kantaty
- The Daughter of Jarius (1878)
- St. Mary Magdalen (1887)
- Jubilee (1887)
- The Story of the Cross (1893)

### Utwory na chór a cappella
- 12 Sacred Songs for Children (1889)
- Hymn Tunes (1900)

### Wydawnictwa
- Christmas Carols, New and Old, wspólnie z H.R. Bramleyem (Londyn 1871)
- The Cathedral Psalter, wspólnie z S. Floodem Jonesem (Londyn 1874)
- The Cathedral Prayer Book, wspólnie z W. Russellem (Londyn 1891)
- Six Italian Songs, wspólnie z S. Floodem (Londyn 1896)
- The Church Hymnary, wspólnie z S. Floodem (Edynburg 1898)
- Early Bodleian Music, wspólnie z J. i E. Stainerami (Londyn i Nowy Jork 1901)
- A Manual of Plainsong, wspólnie z W.H. Frere’em i H.B. Briggsem (Londyn 1902)